# Elizabeth Price (artista)
Elizabeth Price (Bradford, 6 novembre 1966) è un'artista britannica.
Ha vinto il Turner Prize nel 2012. È un ex membro delle indie pop bands Talulah Gosh  e The Carousel.

## Biografia
Price è nata a Bradford, West Yorkshire.  È cresciuta a Luton ed ha studiato alla Putteridge High School prima di trasferirsi presso l'Università di Oxford come membro del Jesus College.
Nel 1986 Price è stata una delle fondatrici del gruppo pop Talulah Gosh, con base ad Oxford, nel quale era una delle cantanti. Il gruppo si sciolse nel 1986
Nel 2012 Price è stata nominata per il Turner Prize, esibendo tre video installazioni al Tate Britain. Il 3 dicembre 2012, è stata proclamata vincitrice per la video installazione della durata di 21 minuti  The Woolworths Choir of 1979. 
Price afferma di impiegare un anno per creare i suoi video.

## Mostre
- 2001: Cool Green, Museum of Contemporary Art Washington, Washington
- 2004: Boulder, Jerwood Artists Platform, Jerwood Space, Londra
- 2007: Local Operations, Serpentine Gallery, Londra
- 2008: At the House of Mr. X, British Film Institute, Londra
- 2010: Perfect Courses and Glistening Obstacles, Tate Britain, Londra
- 2012: Here, BALTIC, Gateshead
- 2014: Julia Stoschek Collection, Düsseldorf
- 2016: A RESTORATION, Ashmolean Museum, Oxford